# Marti Noxon
Martha Mills Noxon, conhecida também por Marti (Los Angeles, Califórnia, 25 de agosto de 1964), é uma escritora e produtora de televisão norte-americana, mais conhecida por ter sido a produtora executiva da série de televisão Buffy the Vampire Slayer.
Graduou-se na Faculdade de Kresge da Universidade da Califórnia em Santa Cruz.
Marti nasceu em Santa Mônica. Seu pai é documentarista. Formou-se na Universidade da Califórnia, Santa Cruz (UCSC) em 1987. Depois, ela trabalhou como assistente do diretor Rick Rosenthal.
Ela casou-se em 2000 com Jeff Bynum, que trabalhava para a empresa de produção de Joss Whedon. Ela tem dois filhos.

## Filmografia

### Televisão
- Buffy the Vampire Slayer (1997–2003)
- Angel (1998)
- Brothers & Sisters (2006)
- Grey's Anatomy (2007)
- Mad Men (2011–2012)
- Private Practice (2007–2008)
- Glee (2011–2012)
- Girlfriends' Guide to Divorce (2015–2018)
- Code Black (2015-2017)
- To the Bone (2017)
- The Glass Castle (2017)
- Dietland (2018)
- Sharp Objects (2018)